# Gunilla Borén
Gunilla Birgitta Borén, född 8 januari 1937 i Halmstad, är en svensk bibliotekarie, barnboksförfattare och översättare.
Borén, som är dotter till köpman John och Gullan Sternving, blev filosofie kandidat vid Lunds universitet 1960 och avlade biblioteksexamen 1962. Hon var bibliotekarie vid Borås stadsbibliotek 1961–1974, lektor vid Bibliotekshögskolan i Borås 1972–1979, prefekt för institutionen Bibliotekshögskolan vid Högskolan i Borås 1979–1981 och därefter åter lektor där till pensioneringen. Hon var under 1980- och 1990-talen även barnboksrecensent i Dagens Nyheter och har på senare år främst varit verksam som översättare av barnlitteratur.